# État indifférencié
L'état indifférencié est l'état de cellules tumorales qui perdent leurs caractéristiques cellulaires de différenciation propre à la lignée cellulaire dont elles sont originaires, et qui retrouvent un aspect embryonnaire avec tout ou partie de ces caractéristiques :
- petites cellules rondes
- rapport nucléo-plasmique élevé
- présences de gros nucléoles
- cytoplasme basophile,
- expression de marqueurs membranaires embryonnaires (Ex. CD 34 pour les lymphomes myéloprolifératifs)
- production de protéines embryonnaires (Ex. alpha-fœtoprotéine dans les cancers du foie)

L'absence de différenciation d'une tumeur est considéré comme un critère de malignité (gravité) important de la tumeur.